# Dora Mahfoudhi
Dora Mahfoudh (Túnez, 7 de agosto de 1993) es una atleta tunecina, especialista en la prueba de salto con pértiga, en la que logró ser campeona africana en 2018

## Carrera deportiva
En el Campeonato Africano de Atletismo de 2018 celebrado en Asaba (Nigeria) ganó la medalla de oro en el salto con pértiga, con un salto por encima de 4.10 metros, superando a la egipcia Dina Eltabaa (plata con 4.05 metros) y a su paisana tunecina Nesrine Brinis (bronce con 3.90 metros).